# Órgiva
Órgiva – gmina w Hiszpanii, w prowincji Grenada, w Andaluzji, o powierzchni 134,14 km². W 2014 roku gmina liczyła 5393 mieszkańców.
Klimat w Órgiva jest mieszanką klimatu Granady i Motril.